# Cruelle Justice
Pour plus de détails, voir Fiche technique et Distribution.
Cruelle Justice (Cruel Justice) est un téléfilm américain diffusé en 1999 et réalisé par  Gregory Goodell.

## Synopsis
Jerry Metcalf, père d'Amy, dépose sa fille dans une discothèque. Lorsque cette dernière aperçoit son petit ami, Dean, en compagnie d'une autre fille, elle voit rouge, ce qui n'échappe pas à Grant, qui lui propose de la raccompagner. Bien que ce dernier lui soit inconnu, Amy accepte mais, en chemin, Grant arrête son véhicule et viole Amy sous la menace d'un couteau. Il promet de la tuer si elle révèle à quiconque ce qui vient de se passer. De retour à la maison, devant son air bouleversé, ses parents lui interdisent de revoir Dean, mais le lendemain la jeune fille confie à sa mère qu'elle a été violée. Choquée, elle donne le signalement de Grant et de sa voiture aux policiers, puis s'isole dans sa chambre 

## Fiche technique
- Réalisateur : Gregory Goodell
- Année de production : 1999
- Durée : 96 minutes
- Format : 1,33:1, couleur
- Son : stéréo
- Dates de premières diffusions :
  -  États-Unis : 29 août 1999 sur NBC
  -  France : 28 juin 2000 sur TF1
- Interdit aux moins de 10 ans

## Distribution
- A Martinez (VF : Michel Bedetti) : Jerry Metcalf
- Nicki Aycox (VF : Barbara Kelsch) : Amy Metcalf
- Mimi Kuzyk (VF : Clara Borras) : Elaine Metcalf
- Christian Campbell (VF : Alexandre Gillet) : Dean Joiner
- Bill Macdonald : Haller
- Vince Corazza (VF : Damien Boisseau) : Grant Chadway
- Stephanie Anne Mills : Melissa
- David Sparrow : Zak Bennett
- Shaun Smyth : Bruce Talbot
- Michael J. Reynolds : Andrew Callihan

 Source et légende : version française (VF) sur RS Doublage et selon le carton du doublage français télévisuel.